# 埃米尔·阿利姆扎诺夫
埃米尔·阿利姆扎诺夫（俄語：Эльмир Эльдарович Алимжанов，1986年10月5日—）是一名哈萨克斯坦男性击剑手。他在2008年、2011年和2012年的亚洲击剑锦标赛中获得第二名，在2013年的亚洲锦标赛中获得第一名。他也参加2012年夏季奥运会男子个人重剑项目。